# عثمان طارق
عثمان طارق (28 ديسمبر 1983 - ) هو لاعب كريكت باكستاني.

## وصلات خارجية
- عثمان طارق على موقع إي آس بي آن كريك إنفو (الإنجليزية)